# Jour sans fin à Youriev
Pour plus de détails, voir Fiche technique et Distribution.
Jour sans fin à Youriev (en russe : Юрьев день) est un film russe de Kirill Serebrennikov sorti sur écran en  2008.

## Synopsis
Avant de quitter définitivement la Russie pour l'Allemagne, une célèbre cantatrice d'opéra, Liouba  (Ksenia Rappoport) emmène son fils avec elle dans une petite ville (Iouriev-Polski) pour faire ses adieux à sa terre natale. Pour elle c'est un endroit romantique, tel que ceux décrits par les poètes russes. Le fils soumis aux caprices de sa mère visite l'exposition du kremlin local, puis disparaît. Liouba inquiète puis angoissée cherche d'abord son fils, mais comme elle ne le retrouve pas elle reste dans la petite ville à attendre son Andriocha (Roman Chmakov). Peu à peu elle change au contact des habitants de la ville et de leur mode de vie provinciale fort différent de celui d'une diva moscovite.] Liouba perd son fils mais elle finit par perdre aussi sa voix, sa personnalité capricieuse. Elle finit par devenir nettoyeuse dans un dispensaire occupée à des taches pénibles. Mais dans cette nouvelle femme apparaissent des qualités insoupçonnées.

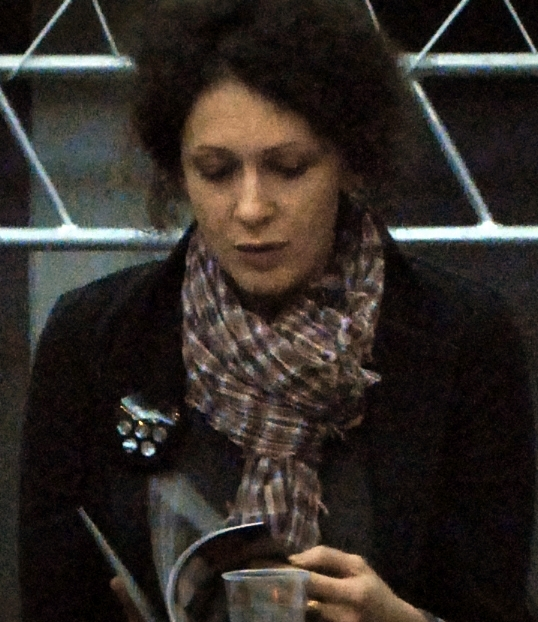
Ksenia Rappoport en 2011

## Fiche technique
- Titre original :  Yiourev den Юрьев день
- Titre français : Jour sans fin à Youriev
- Réalisation : Kirill Serebrennikov
- Scénario : Iouri Arabov
- Photographie : Oleg Loukitchev
- Musique : Sergueï Nevski
- Production : Natalia Mokritskaïa
- Société de production : Pervaïa videokompania, Novye Lioudi.
- Pays d'origine : Russie
- Genre : Drame
- Durée : 135 minutes
- Date de sortie : 2008

## Distribution
- Ksenia Rappoport : Lioubov Pavlovna
- Evgenia Kouznetsova : Tatiana
- Sergueï Sosnovski : Sergueïev
- Roman Chmakov : le fils Andriocha
- Sergueï Medvedev : le moine André
- Igor Khripounov : Andreï Melki
- Vladislav Abachine : manager
- Iouris Laoutsinch : prisonnier
- Ekaterina Dourova : l'infirmière Dounia

## Production
- Producteur :  Natalia Morkitskaïa
- Société de production: Pervaïa videokompania

### Tournage

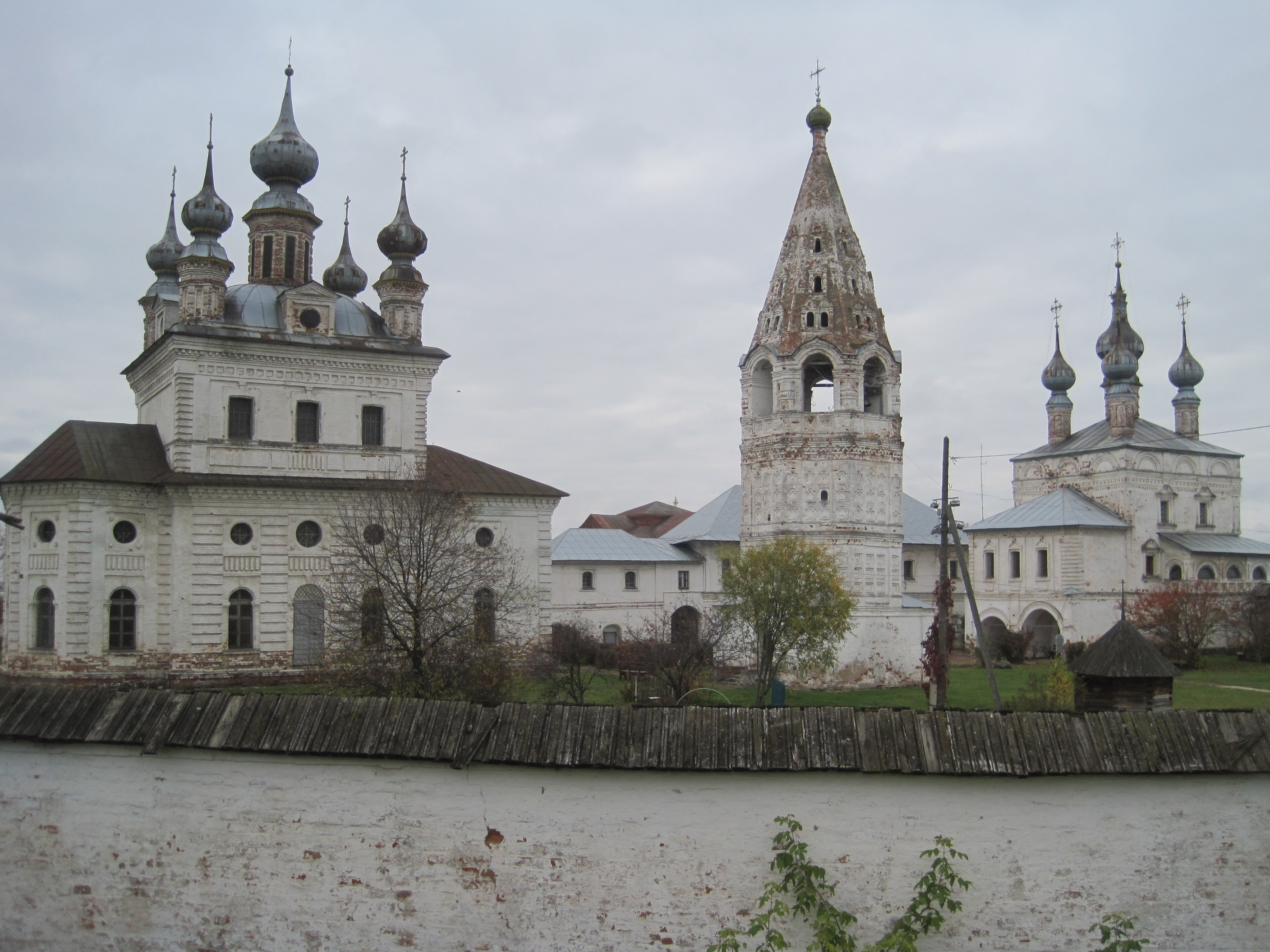
Lieu principal de tournage: l'enceinte du Monastère Saint-Michel-Archange à Iouriev-Polski

Le tournage d'une partie du film a été réalisé dans l'enceinte du  Monastère Saint-Michel-Archange à Iouriev-Polski mais également  à Aleksandrov, ville voisine de Iouriev-Polski .

## Prix et récompenses
- 2008 : Prix Zolotoï Orel (Aigle d'or) pour le meilleur rôle féminin à Ksenia Rappoport
- 2008 : Prix Kinotavr à Sotchi pour le meilleur rôle  féminin à Ksenia Rappoport
- 2008 : Prix de la critique indépendante à Locarno pour le meilleur rôle  féminin à Ksenia Rappoport
- 2008 : Grand prix du Festival international du film de Varsovie[2],[3]
- 2009 : Grand prix du festival russe de Nantes.

## Sortie

### Accueil critique
Eugénie Zvonkine, critique et historienne due cinéma, analyse Jour sans fin à Youriev et y voit un exemple frappant du retour dans le cinéma russe contemporain  de la figure de l'enfermement, de l'espace comme piège qui existait dans le cinéma soviétique. Le fils de la cantatrice disparaît de manière inexpliquée et elle se trouve dans l'incapacité de  partir de la ville. Elle est intérieurement modifiée par la disparition mais d'autres disparitions suivent : elle a une extinction de voix, les roues de sa voiture sont volées les unes après les autres. Elle perd aussi son maquillage et cela la rend méconnaissable. Elle finit par devenir femme de ménage dans un dispensaire pour tuberculeux. Elle ne chante plus que dans la chorale de l'église locale.
L'enlisement dans laquelle elle s'enfonce est métaphorique, plus psychologique que réel. Ce ne sont pas les pertes de roues de sa voiture qui l'empêche de quitter la ville mais la nécessité qu'elle éprouve de se laisser aspirer par son passé dans la ville.
Beaucoup ont vu dans ce film un itinéraire de salvation par la foi, une transfiguration, un miracle